# Heterischnus filiformis
Heterischnus filiformis là một loài tò vò trong họ Ichneumonidae.